# Diadasia laticauda
Diadasia laticauda är en biart som beskrevs av Cockerell 1905. Diadasia laticauda ingår i släktet Diadasia och familjen långtungebin. Inga underarter finns listade i Catalogue of Life.